# Пано Попантов
Пано Попантов (изписване до 1945 година: Пано Попъ Антовъ) е български общественик и революционер, деец на Съюза на македонските младежки организации и Македонско студентско дружество „Вардар“.

## Биография
Пано Попантов е роден през 1898 година в София, в семейството на преселници от Щип, Македония. Получава висше образование.
Участва в дейността на създаденото през 1920 година Македонско студентско дружество „Вардар“.
През май 1923 година в Русе участва в създаването на Съюза на македонските младежки организации.
През 1925 година участва на Шестия конгрес на ВМРО като стенограф заедно със Страхил Развигоров.